# Dennis Fong
Dennis Fong, més conegut pel seu àlies en línia Thresh, és un empresari nord-americà i jugador professional retirat dels videojocs de trets en primera persona Quake and Doom. És cofundador de Xfire, un lloc de missatgeria instantània i xarxes socials per a jugadors, que va ser adquirit per Viacom per 102 milions US$ l'abril de 2006. També va cofundar Lithium Technologies, una empresa de gestió de relacions socials amb clients (CRM). En la seva carrera de jugador, la seva victòria més destacada va arribar el 1997 al torneig Red Annihilation Quake, on va ocupar el primer lloc i va guanyar el Ferrari 328 del CEO d'id Software, John D. Carmack. Fong és reconegut pel Guinness World Records com el primer jugador professional.

## Carrera de jugador

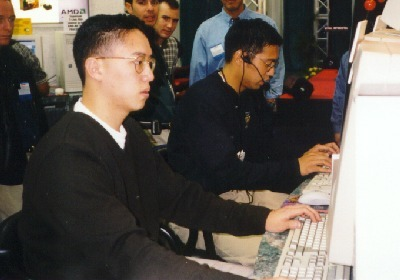
Thresh (primer pla) en un concurs de videojocs per a un venedor de Comdex el 1997

Fong va començar a jugar a Doom als 16 anys el 1993. Primer va triar el pseudònim "Threshold of Pain", que es referia a la capacitat de resistir el foc i el sofriment enemic. No obstant això, com que molts jocs tenien un límit d'identificació de vuit caràcters, va optar per "Tresh" i li va agradar el significat de la paraula "atacar repetidament".

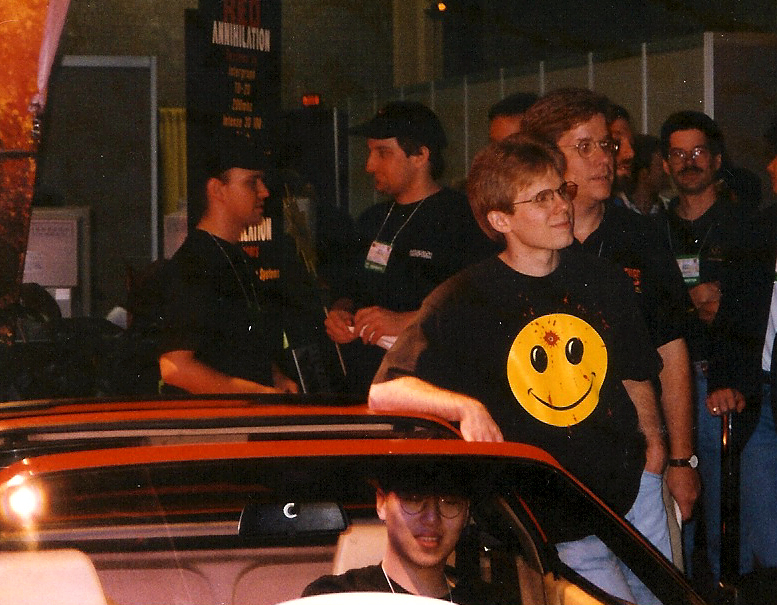
Thresh al Ferrari que va guanyar. John Carmack es troba a la dreta, i el segon classificat Entropy es troba al fons per sobre de Thresh.

Fong va assistir al torneig Doom patrocinat per Microsoft Judgment Day 1995 a Seattle i va derrotar a Ted "Merlock" Peterson per acabar primer entre 24 competidors dels Estats Units i el Regne Unit.
El més destacat de la seva carrera de videojocs va ser al torneig Xarxa Annihilation el 1997. Ell i Tom "Entropy" Kimzey van sortir d'un camp ple de gent per enfrontar-se al nivell de Quake E1M2 "Castle of the Damned", on Thresh va derrotar a Entropy 14 a -1.
En el punt àlgid de la seva carrera de videojocs a mitjans i finals de la dècada de 1990, va guanyar aproximadament 100.000 dòlars (~ 176,334 dòlars el 2023) a l'any amb premis i avals. Es va retirar el 1997 per centrar-se en els seus negocis.
El 27 de juliol de 2016, Thresh va ser la segona persona a ser incorporada al Saló de la Fama d'ESL. Fong també ha aparegut a Rolling Stone per la seva destresa en els videojocs.

## Carrera empresarial
Fong i el seu germà Lyle van iniciar GX Media, l'empresa matriu de Gamers.com, FiringSquad i Lithium Technologies. Fong era el director general de l'empresa i Lyle era el director tècnic. L'empresa va créixer fins als 100 empleats.
El 1999, GX Media va recaptar més d'11 milions de dòlars de CMGI i va crear gamers.com, un popular portal web. El Ferrari de Fong estava estacionat al vestíbul de les oficines de GX Media. El 2001, gamers.com va ser adquirit per Ziff-Davis.
Mentre dirigia GX Media, Fong també va ser editor en cap del lloc de videojocs FiringSquad, va escriure una columna mensual a la popular revista PC Gamer i va ser coautor de la guia d'estratègia oficial de Quake II amb Jonathan Mendoza i Kenn Spear Hwang.
GX Media va escindir Lithium Technologies, un proveïdor líder de plataformes de Social CRM que compta amb AT&T, PlayStation, Verizon, Comcast i Best Buy com a alguns dels seus clients. La companyia ha recaptat més de 40 milions de dòlars de Benchmark Capital, Emergence Capital, Shasta Ventures, DAG Ventures i Tenaya Capital.
Fong va cofundar Xfire, un client de missatgeria instantània dissenyat per a jocs en línia, que va ser adquirit per Viacom l'abril de 2006 per 102 milions US$. El 2007, Fong va fundar Raptr, una xarxa social i un client de programari relacionat per a jugadors. La companyia ha recaptat més de 12 milions de dòlars en finançament d'Accel Partners.
Fong actualment és assessor a WeGame.com Inc i anteriorment va exercir la mateixa tascaper a la desapareguda Booyah, Inc.

## Estil de joc
En els videojocs, Fong és conegut pels seus reflexos, intuïció i tàctiques. La gent va encunyar el terme "Thresh ESP" per descriure la seva habilitat antinatural per saber exactament què estaven fent els seus oponents. En el partit a mort 1 contra 1, va convertir en una prioritat entendre el nivell i "controlar" els elements vitals utilitzant execucions cronometrades per acaparar-los repetidament dels oponents, com ara el llança-coets i l'armadura de Quake.
S'ha atribuït a Fong la popularització de la configuració de claus WASD que s'utilitza habitualment en els jocs de PC.

## Vida personal
Fong va néixer a Hong Kong l'11 de març de 1977 i va viure un temps a Pequín. Els seus pares, David i Lena Fong, es van educar a Amèrica i són ciutadans nord-americans. Ell i la seva família van emigrar als Estats Units quan ell tenia 11 anys, i va créixer a Los Altos, Califòrnia. Els seus interessos inclouen jugar a hoquei patins. Fong té dos germans petits, Lyle i Bryant. Lyle el va ajudar a cofundar GX Media. Thresh va assistir al De Anza College a Cupertino, Califòrnia, durant un any entre 1996 i 1997 abans de deixar-se per centrar-se en els jocs. Resideix a l'àrea de la badia de San Francisco.